# Hydaticus vitticollis
Hydaticus vitticollis är en skalbaggsart som beskrevs av Régimbart 1895. Hydaticus vitticollis ingår i släktet Hydaticus och familjen dykare. Inga underarter finns listade i Catalogue of Life.